# Århus spårvägar
Århus spårvägar (danska: Århus Sporveje) var en spårväg i Århus i Danmark som var i drift från 1904 till 1971.
Den första spårvägen i Århus var en 800 meter lång normalspårig hästspårväg som gick från Århus centralstation till Store Torv vid Århus domkyrka. Den anlades av det nybildade Aarhuus Sporvejsselskab, som fick   koncession i 30 år av Århus kommun. Trafiken inleddes den 31 maj 1884, men spårvägen hade svårt att locka passagerare eftersom sträckan var så kort. År 1894 ansökte bolaget om en förlängning av linjen till Århus Østbanegård. Utbyggnaden genomfördes aldrig och den 23 maj 1895 ställdes driften in på grund av dålig lönsamhet varefter spåren revs upp.
År 1903 fick det nybildade bolaget

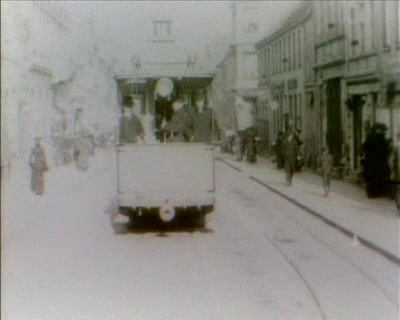
Spårvagn i Århus 1905.

Aarhus Elektriske Sporvej en koncession på 25 år av Århus kommun för en elektrisk spårväg. De byggde en 4,35 kilometer lång enkelspårig linje med meterspår mellan Dalgas Avenue och Trøjborgvej som invigdes den 7 juli 1904. Bolaget övertogs av kommunen den 1 juni 1928 och bytte namn till Århus Sporveje.
År 1930 förlängdes spårvagnslinjen  mot norr och kompletterades med ytterligare en linje från järnvägsstationen till Harald Jensens Plads.
Linjenätet var fullt utbyggt 1935 med en total spårlängd på 11,4 kilometer. Linje 1 (röd linje) gick från Marselisborg till Riis Skov och linje 2 (grön linje) från Kongsvang till Riis Skov. Båda linjerna var i drift till natten mellan den 21 och 22 augusti 1944 då vagnhallen sprängdes av Schalburgkorpset och spårvagnarna förstördes i den efterföljande branden.
Efter branden byggdes flera vagnar upp på underreden som hade överlevt branden. Köpenhamns spårvägar byggde ett nytt vagntåg och ytterligare 19 byggdes av Scandia A/S i Randers. Trafiken på linje 1 återupptogs den 18 juli 1945 och på linje 2 den 11 september samma år.
På 1970-talet uppfattades spårvägen som ett hinder för biltrafiken och lades ned. Den 8 november 1971 körde den sin sista tur. En del av spårvagnarna har bevarats på  
Sporvejsmuseet Skjoldenæsholm.